# 1812년 미국 대통령 선거
1812년 미국 대통령 선거는 1812년 미국에서 치러진 대통령 선거로, 대통령 제임스 매디슨을 재선출하였다.

## 후보선출

### 민주공화당
| 득표순위 | 이름          | 득표수   | 득표율 | 비고        |
| -------- | ------------- | -------- | ------ | ----------- |
| 1        | 존 랭던       | 64       | 80%    | 대통령 후보 |
| 2        | 엘브리지 게리 | 16       | 20%    |             |
| 총투표수 | 총투표수      | 총투표수 | 80     |             |

5월 18일, 민주공화당 당원대회는 제임스 매디슨 대통령을 대통령 후보로 선출하고, 사망한 조지 클린턴 부통령을 대신해 존 랭던을 부통령 후보로 선출하지만, 존 랭던이 사퇴함으로써 엘브리지 게리가 민주공화당의 부통령후보가 되었다

### 연방당
5월 29일, 연방당은 당원대회를 통해 뉴욕시장 드윗 클린턴을 대통령후보로 선출하였다

## 선거 결과
| 대통령 후보   | 정당       | 근거지   | 득표수  | 지지율   | 선거인단 득표 |
| ------------- | ---------- | -------- | ------- | -------- | ------------- |
| 제임스 매디슨 | 민주공화당 | 버지니아 | 140,431 | 50.4%    | 128           |
| 드윗 클린턴   | 연방당     | 뉴욕     | 132,781 | 47.6%    | 89            |
| 루퍼스 킹     | 연방당     | 뉴욕     | 5,574   | 2%       | 0             |
| 계            | 계         | 계       | 278,786 | 100.00 % | 217           |

| 부통령 후보   | 정당       | 근거지       | 선거인단 득표 |
| ------------- | ---------- | ------------ | ------------- |
| 엘브리지 게리 | 민주공화당 | 매사추세츠   | 131           |
| 자레드 잉거솔 | 연방당     | 펜실베이니아 | 86            |
| 계            | 계         | 계           | 217           |

## 같이 보기
- 1812년 미국 하원의원 선거
- 1812년 미국 상원의원 선거